# Djéseret-Ânkh-Nebty
Djéseret-Ânkh-Nebty (ou Djéseretnebty) est peut-être le nom d'une ancienne reine égyptienne. Puisque ce nom apparaît sans aucun titre de reine, les égyptologues contestent la véritable signification et lecture de ce nom.

## Attestation
Le nom Djéseret-Ânkh-Nebty ou Djéseret-Nebty apparaît sur une étiquette en ivoire, trouvée dans les galeries souterraines sous une pyramide de la IIIe dynastie située à Saqqarah et habituellement attribuée à Sekhemkhet,,, bien que non systématiquement. Ce nom est écrit avec le signe de nebty commun, mais pas avec un titre personnel qui pourrait identifier si la personne était un membre de la royauté égyptienne ou qu'il s'agissait seulement du nom de Nebty propre aux titulatures royales.

## Identification
Hans Wolfgang Helck et Peter Kaplony lisent plutôt le nom comme Djéseret-Ânkh-Nebty (« Le noble qui vit pour les Deux Dames ») et le voient comme le nom d'une épouse du roi Sekhemkhet,.
Des égyptologues comme Zakaria Goneim et Aidan Dodson lisent l'inscription comme « Que vive Djéserti » et font de ce nom le nom de Nebty du roi Sekhemkhet. Ils l'identifient par ailleurs avec le nom du cartouche du pharaon Téti (Ttj) de la table des rois à Abydos. Si Toby Wilkinson et Michel Baud lisent uniquement le nom Djéserti-Ânkh, ils rejoignent les conclusions de ces autres chercheurs,.
Après la découverte d'un sceau trouvé à Éléphantine montrant le serekh de Sekhemkhet avec le nom de Nebty Hetep-Ren-Nebty, Jean-Pierre Pätznick propose quant à lui l'hypothèse que ce nom, qui serait bien un nom de Nebty du roi constructeur de la pyramide de Saqqarah et qu'il lit aussi Djéseret-Ânkh-Nebty, soit celui de Sanakht. En effet, le nom Djéseret-Ânkh-Nebty a été retrouvé sur du matériel qui devait concerner le roi enterré dans la pyramide, tandis que le nom d'Horus Sekhemkhet a été retrouvé sur du matériel pouvant tout autant appartenir au roi défunt qu'à son successeur qui a procédé à la fourniture du tombeau. Le nom de Nebty de Sekhemkhet étant Hetep-Ren-Nebty, il en déduit que le défunt devait être un autre roi, qu'il propose donc être Sanakht. L'hypothèse de ce chercheur ne tient que si Sekhemkhet n'a pas changé de nom de Nebty au cours de son règne, ce qui est possible, mais à date indémontrable.